# 109 Tauri
109 Tauri, som är stjärnans Flamsteed-beteckning, är en ensam stjärna belägen i den mellersta delen av stjärnbilden Oxen, som också har Bayer-beteckningen n Tauri. Den har en skenbar magnitud på ca 4,96 och är svagt synlig för blotta ögat där ljusföroreningar ej förekommer. Baserat på parallaxmätning inom Hipparcosuppdraget på ca 13,2 mas, beräknas den befinna sig på ett avstånd på ca 247 ljusår (ca 76 parsek) från solen. Den rör sig bort från solen med en heliocentrisk radialhastighet av ca 19 km/s. På det beräknade avståndet minskar stjärnans skenbara magnitud med 0,24 enheter genom en skymningsfaktor orsakad av interstellärt stoft.

## Egenskaper
109 Tauri är en gul till vit jättestjärna av spektralklass G8 III, som förbrukat förrådet av väte i dess kärna, ingår i röda klumpen och ligger på den horisontella jättegrenen. Den genererar nu energi genom termonukleär fusion av helium i kärnan. Den har en massa som är ca 2,5 solmassor, en radie som är ca 8 solradier och utsänder ca 60 gånger mera energi än solen från dess fotosfär vid en effektiv temperatur på ca 5 000 K.